# Riedbach
Riedbach è un comune tedesco di 1 744 abitanti situato nel land della Baviera.